# Henry Fowler (1. wicehrabia Wolverhampton)
Henry Hartley Fowler, 1. wicehrabia Wolverhampton (ur. 16 maja 1830 w Sunderland, zm. 25 lutego 1911) – brytyjski polityk, członek Partii Liberalnej, minister w rządach Williama Ewarta Gladstone’a, lorda Rosebery’ego, Henry’ego Campbella-Bannermana i Herberta Henry’ego Asquitha.

## Życiorys
Kształcił się w Woodhouse Grove, St Saviours School w Londynie oraz w St Olave’s Grammar School. Praktykował jako radca prawny w Wolverhampton, zanim do 1880 r. został wybrany do Izby Gmin z okręgu Wolverhampton. Od 1885 r. reprezentował okręg wyborczy Wolverhampton East.
W latach 1884–1885 był podsekretarzem stanu w Ministerstwie Spraw Wewnętrznych. W 1886 r. był przez pięć miesięcy finansowym sekretarzem skarbu. W latach 1892–1894 stał na czele Rady Samorządu Lokalnego. W latach 1894–1895 był ministrem ds. Indii. W 1905 r. objął stanowisko Kanclerza Księstwa Lancaster, a w 1908 r. lorda przewodniczącego Rady. Zrezygnował w 1910 r. W 1908 r. otrzymał tytuł 1. wicehrabiego Wolverhampton i zasiadł w Izbie Lordów.
Zmarł w 1911 r. Tytuł parowski odziedziczył jego syn, Henry. 1. wicehrabia miał również dwie córki – pisarki Ellen Thorneycroft Fowler i Edith Henrietta Fowler.